# Vipers InnerSchwyz
| Vipers InnerSchwyz | Vipers InnerSchwyz       |
| ------------------ | ------------------------ |
| Gründungsjahr:     | 1999                     |
| Aktueller Vorstand |                          |
| Präsidentin        | Concettina Schuler-Frija |

Vipers InnerSchwyz ist ein Schweizer Unihockeyverein aus dem Kanton Schwyz, welcher 1999 aus der Fusion der drei Ortsvereine UHC Zam Goldau, UHC Steinen und UHC Black Rebels Rothenthurm entstanden ist.

## Geschichte
Am Anfang der Innerschwyzer-Unihockey-Szene standen die drei Ortsvereine aus Goldau, Steinen und Rothenthurm. Einer der grössten Erfolge dieser drei Vereine schafften die Rothenthurmer. Im Jahre 1998 gewannen die Black Rebels Rothenthurm den Schweizer Liga-Cup im Kleinfeld. Allerdings war schon damals klar, dass sich die Zukunft des Unihockeysportes auf dem Grossfeld abspielen würde. Aus diesem Grund wurden erste Pläne für eine Zusammenlegung der drei Vereine geschmiedet. Im Jahre 1999 wurde die Fusion dieser Vereine Tatsache und der neue Verein Vipers InnerSchwyz gegründet.
2001 bestritt die erste Mannschaft der Vipers InnerSchwyz ihre erste Saison auf dem Grossfeld in der zweiten Liga und schaffte sogleich den Aufstieg in die erste Liga. Die Mannschaft entwickelte sich kontinuierlich weiter und errang in der Saison 2006/2007 den Gruppensieg. Allerdings gingen die anschliessenden Play-offs gegen die Iron Marmots Davos-Klosters verloren. Aktueller Trainer ist Markus Aeschbacher. 

## Erfolge

### Grossfeld
2001 bestritt die erste Mannschaft der Vipers InnerSchwyz ihre erste Saison auf dem Grossfeld in der zweiten Liga und schaffte sogleich den Aufstieg in die erste Liga. Die Mannschaft entwickelte sich kontinuierlich weiter und errang in der Saison 2006/2007 den Gruppensieg. Allerdings gingen die anschliessenden Play-offs gegen die Iron Marmots Davos-Klosters verloren.

### Kleinfeld
In der ersten Kleinfeldsaison (1999/2000) gewann die erste Mannschaft der Vipers InnerSchwyz den Schweizermeistertitel. Gleichzeitig qualifizierte sie sich für den Cupfinal in Bern, welcher jedoch gegen den UHC Laupen in der Verlängerung verloren ging. Die Seniorenmannschaft führte die Kleinfelderfolge weiter: Seit der Saison 2004/2005 wanderte der Schweizermeisterpokal jeweils in die Innerschweiz.